# Hedychridium chloropygum
Hedychridium chloropygum är en stekelart som beskrevs av Buysson 1888.

## Taxonomi och släktskap
H. chloropygum ingår i artgruppen roseum-sculpturatum, släktet Sandguldsteklar (Hedychridium) och familjen guldsteklar.
Arten kronguldstekel räknades tidigare som en underart till H. chloropygum med det vetenskapliga namnet Hedychridium chloropygum caputaureum. Sedan 2010 räknas dessa som skilda arter, Kronguldstekel kan hittas i Sverige men inte Hedychridium chloropygum.

## Utbredning
H. chloropygum har ett utbredningsområde som täcker delar av Europa och Nordafrika. Arten har hittats i Frankrike, Italien, Spanien, Schweiz, Ungern, Österrike, Algeriet och Turkiet.